# Boltama
Boltama ist eine osttimoresische Aldeia im Suco Cassa (Verwaltungsamt Ainaro, Gemeinde Ainaro). 2015 lebten in der Aldeia 571 Menschen.

## Geographie und Einrichtungen
Die Aldeia Boltama liegt im Südosten des Sucos Cassa, am Westufer des Belulik, dem Grenzfluss zum Suco Leolima (Verwaltungsamt Hato-Udo) im Osten und zum Suco Suro-Craic (Verwaltungsamt Ainaro). Nordwestlich befindet sich die Aldeia Civil, südwestlich die Aldeia Lailima und südlich die Aldeia Mau-Suca Bemoris. Der Norden von Cassa, dem Hauptort des Sucos, liegt in Boltama. Der Ortsteil heißt Pebago. Hier befinden sich eine Grundschule, ein Hospital und der Sitz des Sucos. Der Friedhof von Cassa liegt mit dem Südteil in Boltama, mit dem Nordteil bereits in der Aldeia Civil.